# Picado

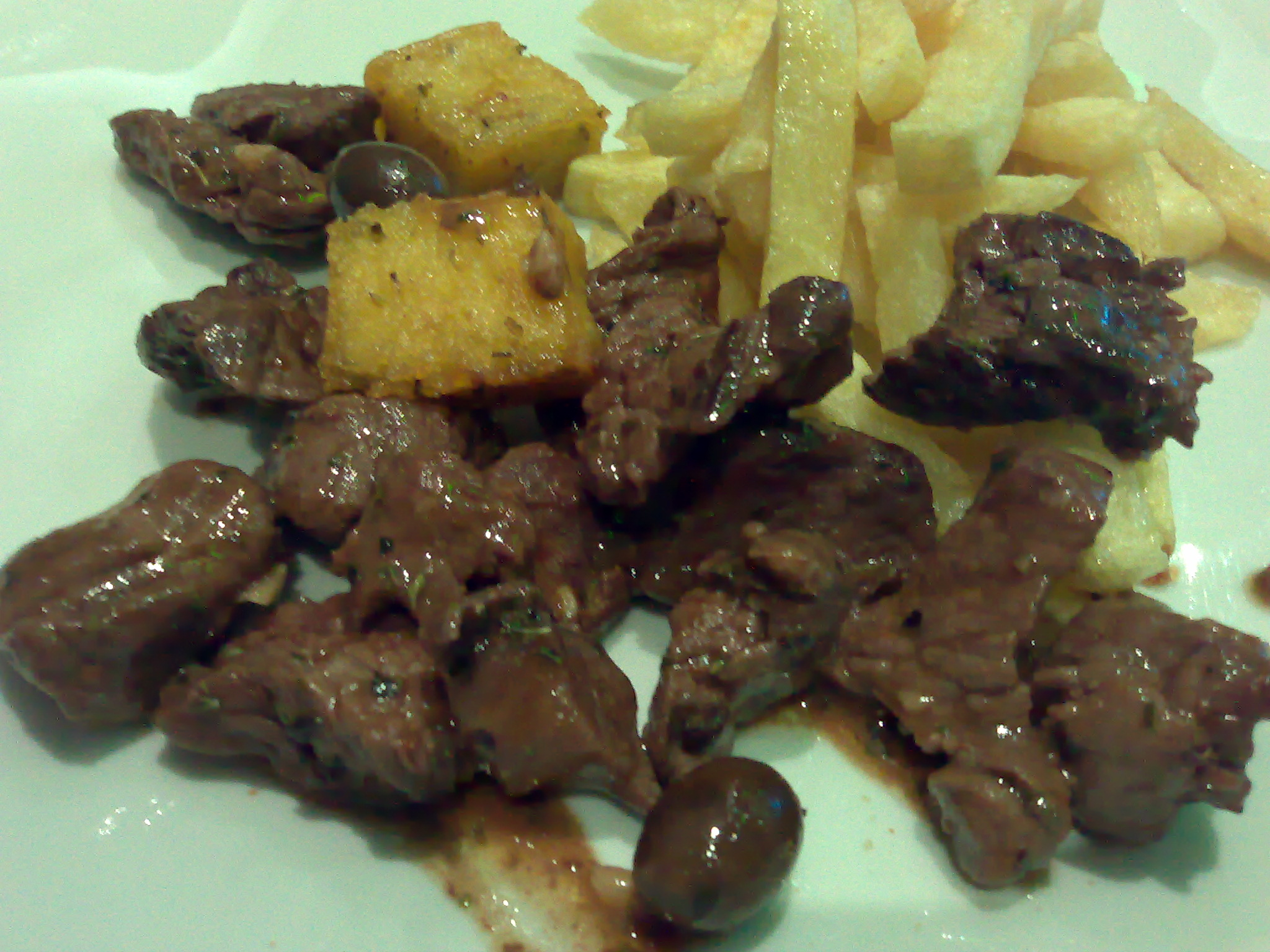
Picado de vaca com batata frita e milho frito

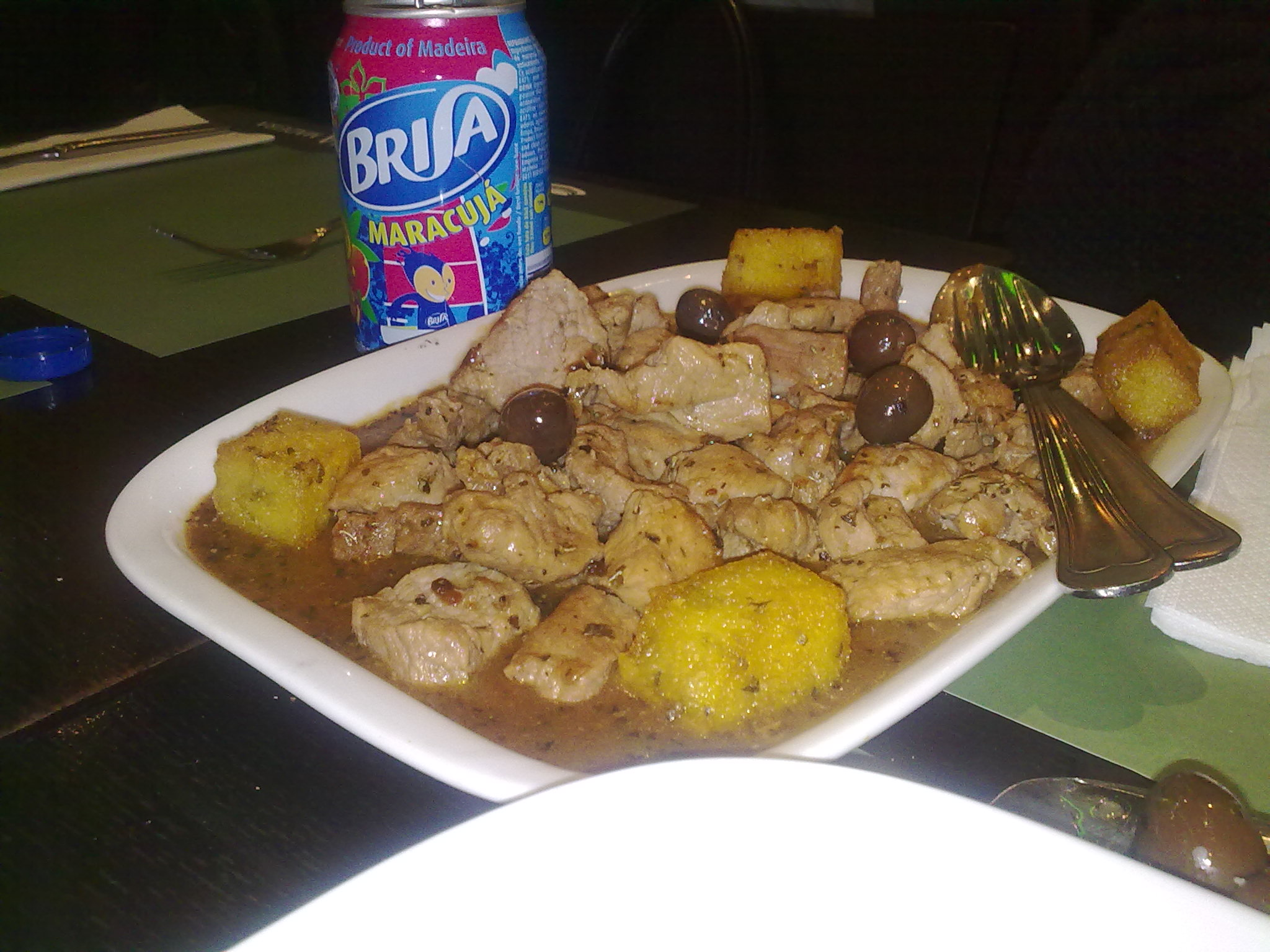
Picado de porco com milho frito e Brisa de maracujá

Picado ou picadinho é um prato tradicional do Arquipélago da Madeira.
É tradicionalmente preparado com carne de bovino cortada em pequenos cubos, frita e temperada com alho e pimenta.
O picado é normalmente servido numa travessa, com batata frita. É frequentemente partilhado por várias pessoas, que picam ou se servem da mesma travessa, com um palito ou com um garfo.
Para além do picadinho de carne de bovino, é possível encontrar também nos menus madeirenses picadinhos de frango e de porco, podendo ser acompanhados por milho frito para além da batata.
Para além destes, é possível ainda encontrar picados de polvo e de lula, embora a receita e a apresentação sejam um pouco diferentes.